# Liste der Biografien/Om
Liste der Biografien |
Portal Biografien |
Personensuche
# |
A |
B |
C |
D |
E |
F |
G |
H |
I |
J |
K |
L |
M |
N |
O |
P |
Q |
R |
S |
T |
U |
V |
W |
X |
Y |
Z |
?
 
Oa |
Ob |
Oc |
Od |
Oe |
Of |
Og |
Oh |
Oi |
Oj |
Ok |
Ol |
Om |
On |
Oo |
Op |
Oq |
Or |
Os |
Ot |
Ou |
Ov |
Ow |
Ox |
Oy |
Oz
Die Liste der Biografien führt alle Personen auf, die in der deutschsprachigen Wikipedia einen Artikel haben. Dieses ist eine Teilliste mit 371 Einträgen von Personen, deren Namen mit den Buchstaben „Om“ beginnt.

## Om
- Om Sung-chol (* 1986), nordkoreanischer Eishockeyspieler
- Om, Sangit (* 1954), deutscher Musiker und Komponist
- Om, Yun-chol (* 1991), nordkoreanischer Gewichtheber und Olympiasieger

### Oma
- Oma, Hallstein (* 1988), norwegischer Badmintonspieler
- Ōmachi, Shōgo (* 1992), japanischer Fußballspieler
- Ōmachi, Yōichirō (1931–2022), japanischer Dirigent und Hochschullehrer
- Ōmae, Akiko (* 1993), japanische Tennisspielerin
- Ōmae, Genki (* 1989), japanischer Fußballspieler
- Omae, So (* 1995), japanischer Fußballspieler
- Omagbemi, James (1930–2012), nigerianischer Sprinter
- Omagbemi, Victor (* 1967), nigerianischer Sprinter
- Omaggio, Maria Rosaria (1954–2024), italienische Schauspielerin und Autorin
- Omah, Anya (* 1984), deutsche Schriftstellerin
- O’Mahoney, Joseph C. (1884–1962), US-amerikanischer Politiker (Demokratische Partei)
- O’Mahony, Dermot Patrick (1935–2015), irischer Geistlicher und römisch-katholischer Weihbischof in Dublin
- O’Mahony, Flor (1946–2023), irischer Politiker
- O’Mahony, John (1953–2024), irischer Politiker (Fine Gael)
- O’Mahony, Peter (* 1989), irischer Rugby-Union-Spieler
- O’Mahony, Pierce Charles de Lacy (1850–1930), irischer Politiker und Philanthrop
- O’Mahony, Thomas Timothy (1825–1892), irischer Geistlicher und römisch-katholischer Bischof von Armidale
- Omai († 1780), polynesischer Weltreisender
- Omalla, Eugene (* 2000), niederländisch-ugandischer Sprinter
- O’Malley, Bert W. (* 1936), US-amerikanischer Molekular- und Zellbiologe
- O’Malley, Bryan Lee (* 1979), kanadischer Cartoonist
- O’Malley, Chris (* 1959), irischer Politiker (Fine Gael), MdEP
- O’Malley, Daragh (* 1954), irischer Schauspieler
- O’Malley, Desmond (1939–2021), irischer Politiker (Fianna Fáil, Progressive Democrats)
- O’Malley, Donogh (1921–1968), irischer Politiker (Fianna Fáil)
- O’Malley, Edward R. (1863–1935), US-amerikanischer Jurist und Politiker
- O’Malley, Erin (* 1978), US-amerikanische Snowboarderin
- O’Malley, Fiona (* 1968), irische Politikerin
- O’Malley, Grace (* 1530), irische Anführerin (Clanchefin), Piratin, Rebellin, Großhändlerin, Schiffskapitänin
- O’Malley, Iseult (* 1964), irische Juristin
- O’Malley, J. Pat (1904–1985), britisch-irischer Schauspieler
- O’Malley, Jerome F. (1932–1985), US-amerikanischer Offizier, Generalmajor der US Air Force
- O’Malley, John W. (1927–2022), US-amerikanischer Ordensgeistlicher, Jesuit, Historiker und Hochschullehrer
- O’Malley, Kathleen (1924–2019), US-amerikanische Schauspielerin
- O’Malley, King (1854–1953), australischer Politiker
- O’Malley, Martin (* 1963), US-amerikanischer Politiker, Gouverneur von Maryland
- O’Malley, Mike (* 1966), US-amerikanischer Schauspieler, Fernsehproduzent und Autor mehrerer Theaterstücke
- O’Malley, Owen (1887–1974), britischer Diplomat
- O’Malley, Patrick (1943–2021), irischer Politiker
- O’Malley, Peter (* 1965), australischer Golfer
- O’Malley, Seán Patrick (* 1944), US-amerikanischer Ordensgeistlicher, Erzbischof von Boston und Kardinal der römisch-katholischen KircheSeán Patrick O’Malley (* 1944)

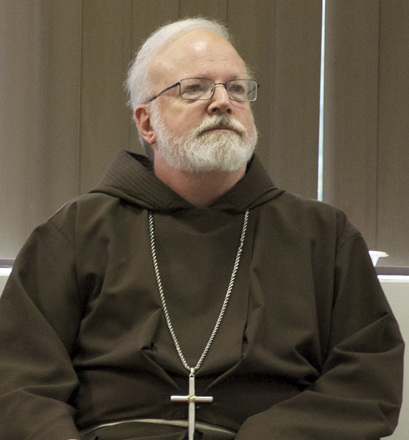
Seán Patrick O’Malley (* 1944)

- O’Malley, Stephen (* 1974), US-amerikanischer Künstler und Journalist
- O’Malley, Terry (* 1940), kanadischer Eishockeyspieler
- O’Malley, Thomas (1903–1979), US-amerikanischer Politiker
- O’Malley, Thomas J. (1868–1936), US-amerikanischer Politiker
- O’Malley, Tim (* 1944), irischer Politiker
- O’Malley, Timothy (* 1959), US-amerikanischer römisch-katholischer Geistlicher, Weihbischof in Chicago
- O’Malley, Tony (* 1948), britischer Sänger, Keyboarder, Komponist und Arrangeur
- O’Malley, Walter (1903–1979), US-amerikanischer Sportfunktionär, Unternehmer und Besitzer der Los Angeles Dodgers
- Omalu, Bennet (* 1968), US-amerikanischer Arzt, Rechtsmediziner und NeuropathologeBennet Omalu (* 1968)

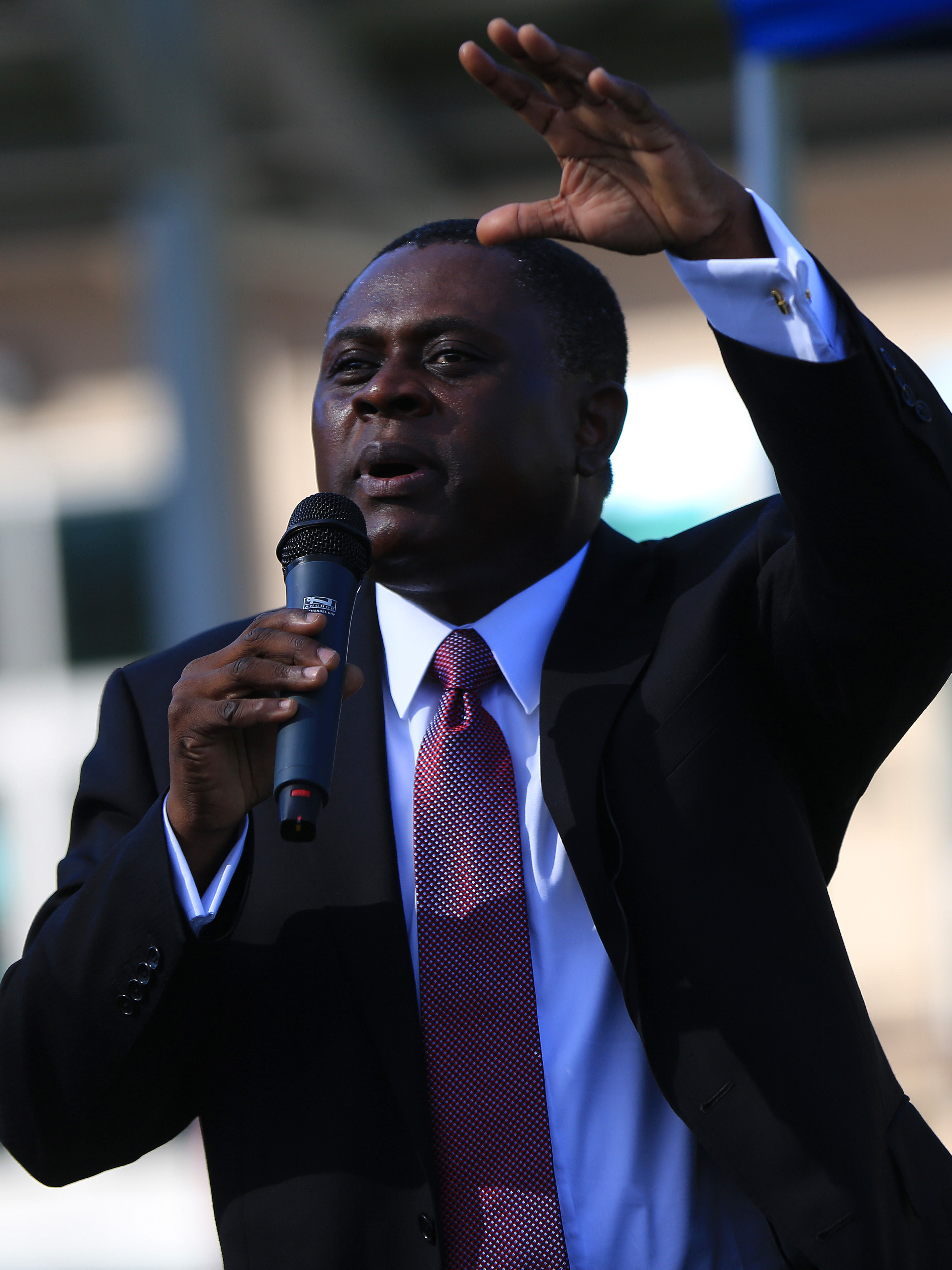
Bennet Omalu (* 1968)

- Omam-Biyik, François (* 1966), kamerunischer Fußballspieler
- Omamo, Raychelle (* 1952), kenianische Juristin und Politikerin
- Oman, Charles (1860–1946), britischer Historiker
- Oman, John Wood (1860–1939), presbyterianischer Geistlicher, Professor in Cambridge
- Öman, Josef (1884–1944), schwedischer Porträt- und Landschaftsmaler sowie Grafiker
- Oman, Joseph Wallace (1864–1941), US-amerikanischer Marineoffizier
- Oman, Michael (* 1963), österreichischer Blockflötist und Ensembleleiter
- Oman, Miro (1936–2012), jugoslawischer Skispringer und Skisprungtrainer
- Oman, Valentin (* 1935), österreichischer Maler und Bildhauer
- Omankowski, Willibald (1886–1976), deutscher Lehrer, Kulturjournalist und Dichter in Danzig, Bochum und Berlin
- Omankowsky, Manfred (1927–2019), deutscher Politiker (SPD), MdA
- Omankowsky, Meta (1902–1984), deutsche Politikerin (SPD), MdA
- Omanović, Emina (* 2007), bosnische Leichtathletin
- Omanyala, Ferdinand (* 1996), kenianischer Sprinter
- Omar Ali Saifuddin I (1711–1795), Sultan von Brunei
- Omar Ali Saifuddin II. († 1852), Sultan von Brunei (1829–1852)
- Omar Ali Saifuddin III. (1916–1986), bruneiischer Sultan, Sultan von Brunei DarussalamOmar Ali Saifuddin III. (1916–1986)

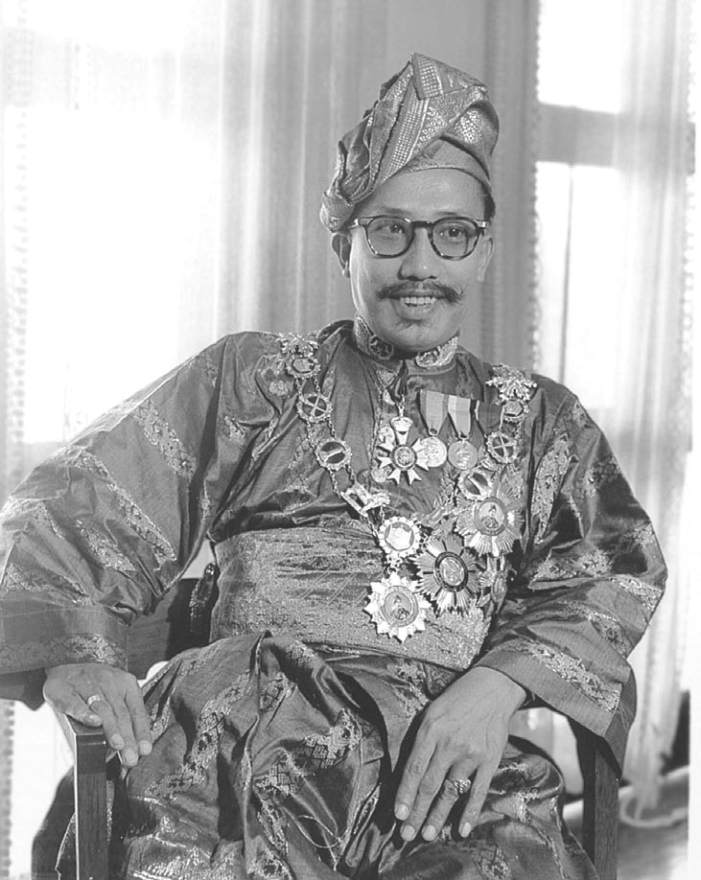
Omar Ali Saifuddin III. (1916–1986)

- Ómar Ingi Magnússon (* 1997), isländischer Handballspieler
- Omar Mukhtar (1858–1931), libyscher Koranlehrer und Freiheitskämpfer
- Omar Rossi, Raúl (1938–2003), argentinischer Geistlicher, Bischof von San Martín
- Omar Yoke Lin Ong (1917–2010), malaysischer Politiker und Diplomat
- Omar, Abdullah (1934–2004), südafrikanischer Rechtsanwalt und Politiker
- Omar, Abdullah (* 1987), bahrainischer Fußballspieler
- Omar, Abu (* 1963), ägyptischer Imam einer Moschee in Mailand, Entführungsopfer
- Omar, Ahmed (* 1933), marokkanischer Radrennfahrer
- Omar, Aibol (* 2005), kasachischer Mittelstreckenläufer
- Omar, Amin (* 1985), ägyptischer Fußballschiedsrichter
- Omar, Claudia (1947–2008), Schweizer Politikerin (LdU, GFL)
- Omar, Don (* 1978), puerto-ricanischer Reggaeton-MusikerDon Omar (* 1978)

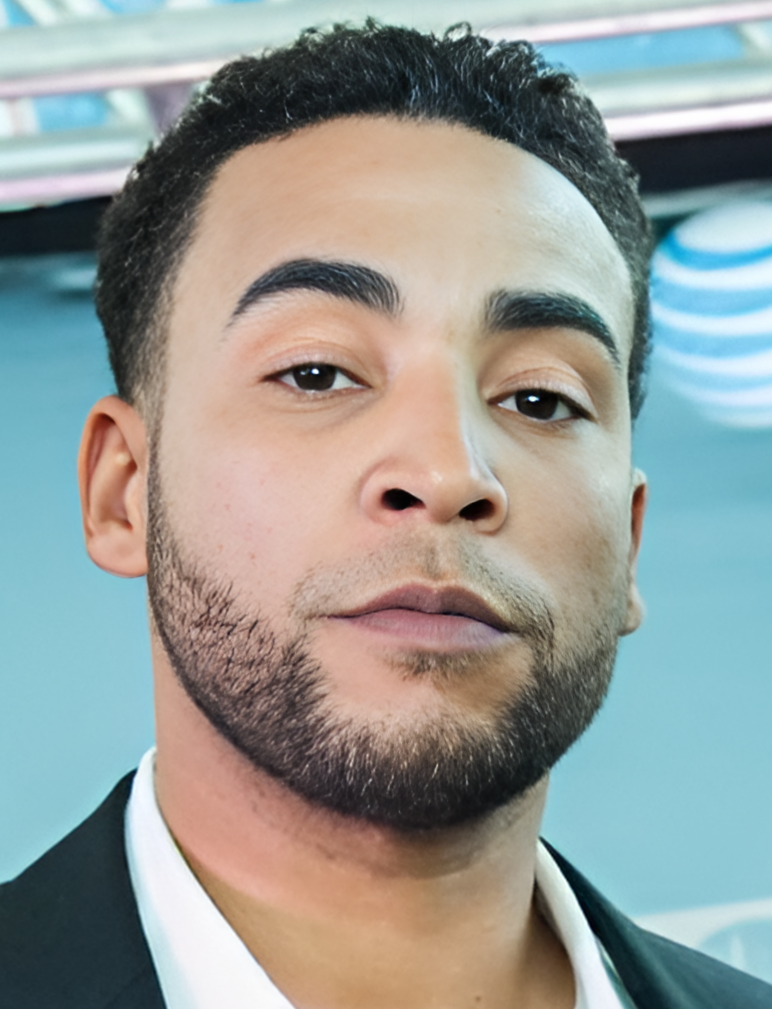
Don Omar (* 1978)

- Omar, Feryad Fazil (* 1950), kurdischer Schriftsteller, Literatur- und Sprachwissenschaftler
- Omar, Hana’a (* 1983), ägyptische Speerwerferin
- Omar, Hankiz (* 1996), chinesisches Model, Schauspielerin und Tänzerin
- Omar, Ilhan (* 1982), US-amerikanische Politikerin (Demokratische Partei)
- Omar, Jaro (* 1989), deutscher Komponist, Texter, Sänger und Schauspieler
- Omar, Jian (* 1985), deutsch-kurdischer Politikwissenschaftler und Politiker (Bündnis 90/Die Grünen), MdA
- Omar, Jorge (1911–1998), argentinischer Tangosänger
- Omar, Madiha (1908–2005), irakische Künstlerin
- Omar, Mohammad († 2010), afghanischer Gouverneur der Provinz Kunduz
- Omar, Mohammad (1905–1980), afghanischer Musiker
- Omar, Mohammed (1960–2013), afghanischer Führer der Taliban
- Omar, Nelly (1911–2013), argentinische Tangosängerin
- Omar, Pedro (1898–1974), argentinischer Fußballspieler
- Omar, Qais Akbar (* 1982), afghanisch-amerikanischer Schriftsteller
- Omar, Sami (1978–2021), deutscher Autor, Moderator, Redner und Referent für Diskriminierungs- und Rassismusfragen
- Omar, Schaqsylyq (* 1980), kasachischer Politiker
- Omar, Soulin (* 2000), deutsch-syrisches Model
- Omar, Yahia (* 1997), ägyptischer Handballspieler
- Omar, Yusuf Garaad (* 1960), somalischer Journalist, Diplomat und Politiker
- O’Mara, Bree (1968–2010), irisch-südafrikanische Schriftstellerin, Balletttänzerin, TV-Producer und Flugbegleiterin
- O’Mara, Frank (* 1960), irischer Mittelstreckenläufer
- O’Mara, Jason (* 1972), US-amerikanischer SchauspielerJason O’Mara (* 1972)

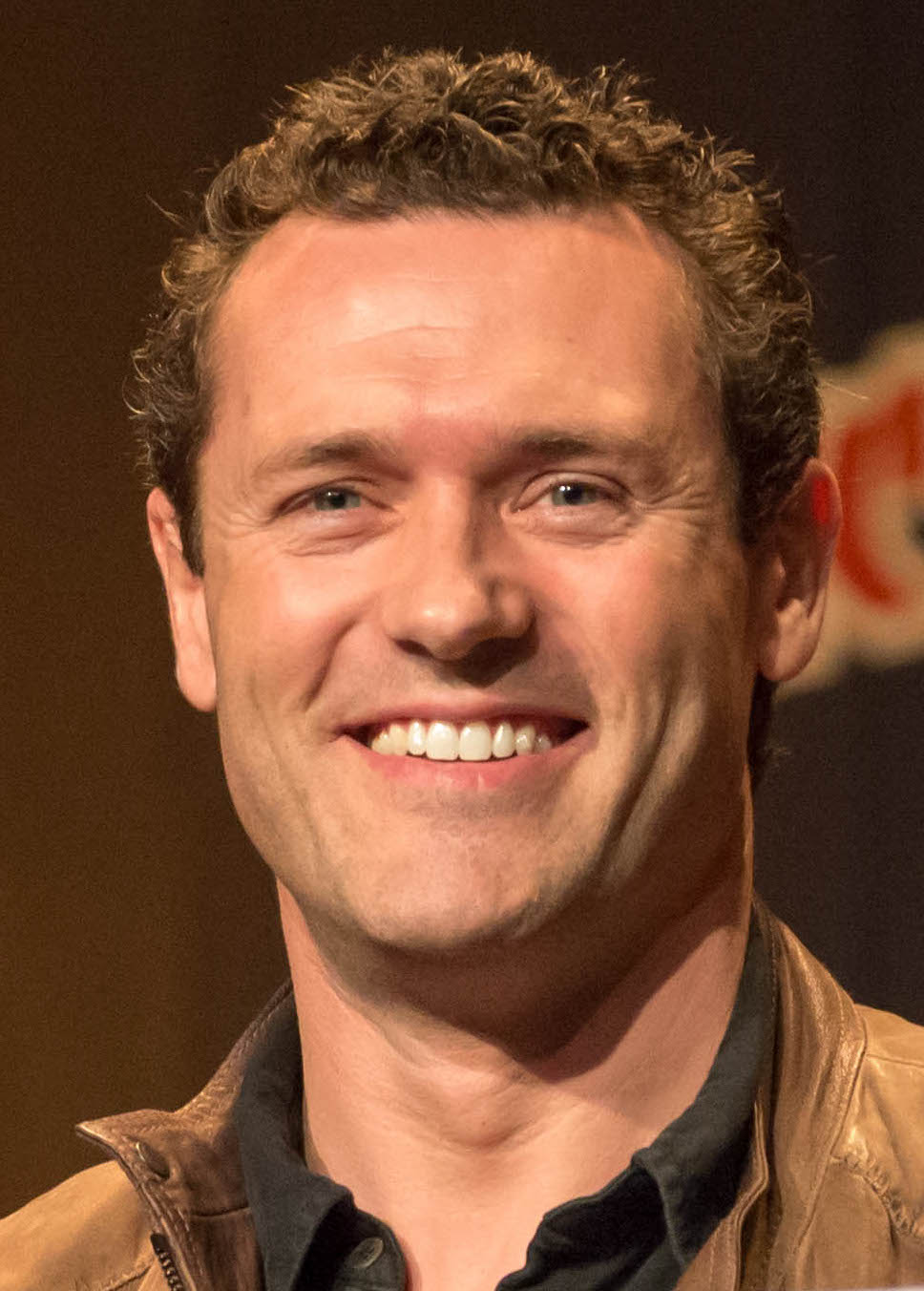
Jason O’Mara (* 1972)

- O’Mara, John Aloysius (1924–2022), US-amerikanischer Geistlicher, römisch-katholischer Bischof von Saint Catharines
- O’Mara, Jonny (* 1995), britischer Tennisspieler
- O’Mara, Joseph (1864–1927), irischer Opernsänger (Tenor) und Gründer der Operngesellschaft O’Mara Opera Company
- O’Mara, Kate (1939–2014), britische Schauspielerin und Autorin
- O’Mara, Margaret (* 1970), US-amerikanische Historikerin
- O’Mara, Peter (* 1957), australischer Jazzmusiker
- Omari, Ali al- (* 1973), saudischer Islam-Gelehrter und Fernsehprediger
- Omari, Arschad al (1888–1978), osmanischer Ingenieur und Politiker
- Omari, Ilyas El (* 1967), marokkanischer Politiker, Generalsekretär der Partei der Authentizität und Modernität (PAM)
- Omari, Levy Matebo (* 1989), kenianischer Langstreckenläufer
- Omari, Morocco (* 1975), US-amerikanischer Schauspieler
- Omari, Warmed (* 2000), komorisch-französischer Fußballspieler
- Omarini, Ángel, argentinischer Fußballspieler und Trainer
- Omarion (* 1984), US-amerikanischer R&B-Sänger und SchauspielerOmarion (* 1984)

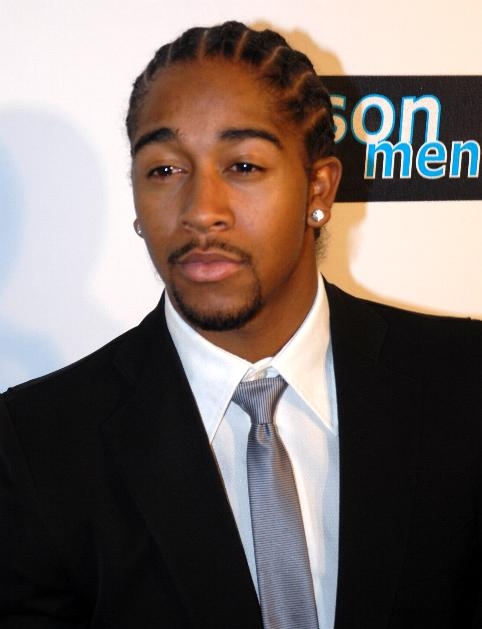
Omarion (* 1984)

- Omarjee, Younous (* 1969), französischer Politiker (Parti communiste réunionnais), MdEP
- Omark, Linus (* 1987), schwedischer Eishockeyspieler
- Omarkhali, Khanna (* 1981), russisch-deutsche Forscherin
- Omarow, Älibek (* 1993), kasachischer Billardspieler
- Omarow, Machmud (1924–1961), kasachischer Sportschütze
- Omarow, Magomed Schachbanowitsch (* 1989), russischer Boxer
- Omarow, Qairat (* 1963), kasachischer Botschafter
- Omarowa, Aiman, kasachische Anwältin und Menschenrechts-Aktivistin
- Omarowa, Anna Alexandrowna (* 1981), russische Kugelstoßerin
- Omarowa, Märija (* 1951), kasachische Ärztin und Politikerin
- O’Marra, Ryan (* 1987), kanadischer Eishockeyspieler
- Omartian, Michael (* 1945), US-amerikanischer Musikproduzent und MultiinstrumentalistMichael Omartian (* 1945)

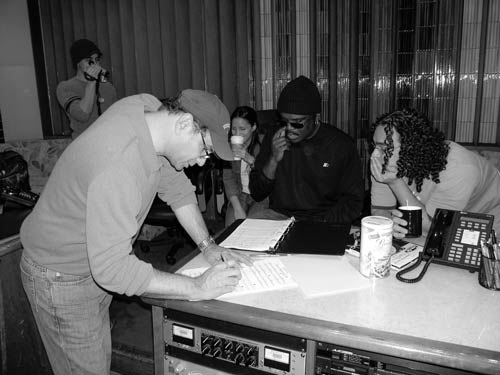
Michael Omartian (* 1945)

- Omarzad, Rahraw (* 1964), afghanischer Künstler, Dozent, Gründer des Zentrums für Zeitgenössische Kunst in Afghanistan
- Omarzai, Azmatullah (* 2000), afghanischer Cricketspieler
- Omata, Hiroyuki (* 1983), japanischer Fußballspieler
- Omata, Kano (* 1996), japanische Synchronschwimmerin
- Ōmatsu, Mayumi (* 1970), japanische Fußballspielerin

### Omb
- Omba-Biongolo, Paul (* 1995), französischer Boxer
- Ombanzi, François (* 1947), kongolesischer Radrennfahrer (Demokratische Republik Kongo)
- Ombiji, Brian (* 1982), kenianischer Fußballspieler
- Omboni, Giovanni (1829–1910), italienischer Geologe und Paläontologe
- Ombregt, Pieter (1980–2007), belgischer Fotograf und Radrennfahrer

### Omc
- Omcke, Gerhard († 1562), evangelischer Theologe und Reformator

### Omd
- Omdahl, Lloyd (1931–2024), US-amerikanischer Politiker
- Omdal, Oskar (1895–1927), norwegischer Flugpionier

### Ome
- O’Meara, Andrew P. (1907–2005), US-amerikanischer Offizier, General der US Army
- O’Meara, Barry Edward (1786–1836), irischer Arzt
- O’Meara, Carroll Timothy (1943–2007), US-amerikanischer Filmeditor
- O’Meara, Edward Thomas (1921–1992), US-amerikanischer Geistlicher, römisch-katholischer Erzbischof von Indianapolis
- O’Meara, John Baptiste (1852–1926), US-amerikanischer Politiker
- O’Meara, Mark (* 1957), US-amerikanischer Golfer
- O’Meara, Ryan (* 1984), US-amerikanischer Eiskunstläufer
- O’Meara, Ryan (* 1995), irischer Politiker (Fianna Fáil)
- O’Meara, Timothy (1928–2018), US-amerikanischer Mathematiker
- Omedes Calonja, Luis (1938–2022), spanischer Ruderer und Rennrodler
- Omega, Kenny (* 1983), japanischer Wrestler kanadischer AbstammungKenny Omega (* 1983)

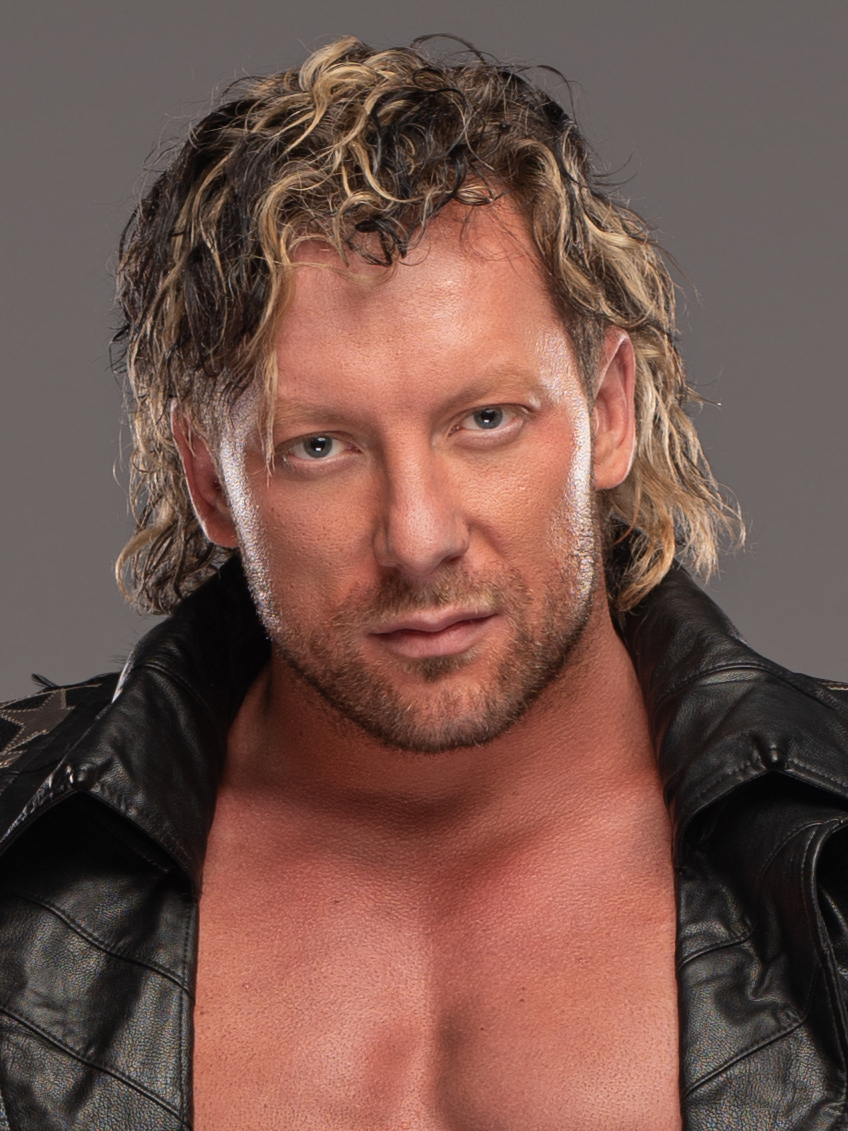
Kenny Omega (* 1983)

- Omeis, Magnus Daniel (1646–1708), deutscher Dichter und Philosoph des Barock
- Omeis, Maria Dorothea (1650–1738), deutsche Barock-Lyrikerin und Mitglied des Pegnesischen Blumenordens
- Omelchuk, Oxana (* 1975), belarussische Komponistin
- Omelciuc, Irina (* 1983), moldauische Leichtathletin und Sommerbiathletin
- Omelenchuk, Jeanne (1931–2008), US-amerikanische Eisschnellläuferin
- Omeljanowski, Michail Erasmowitsch (1904–1979), sowjetischer Philosoph
- Omeljanowytsch, Wiktor (* 1958), sowjetischer Ruderer
- Omeljanowytsch-Pawlenko, Mychajlo (1878–1952), ukrainischer und polnischer Militärführer
- Omeljanski, Wassili Leonidowitsch (1867–1928), russischer Mikrobiologe
- Omelka, František (1904–1960), tschechischer Lehrer für Tschechisch und Erdkunde, Jugendbuchautor und Esperanto-Übersetzer
- Omelko, Rafał (* 1989), polnischer Sprinter
- Omella Omella, Juan José (* 1946), spanischer Kardinal, Erzbischof von BarcelonaJuan José Omella Omella (* 1946)

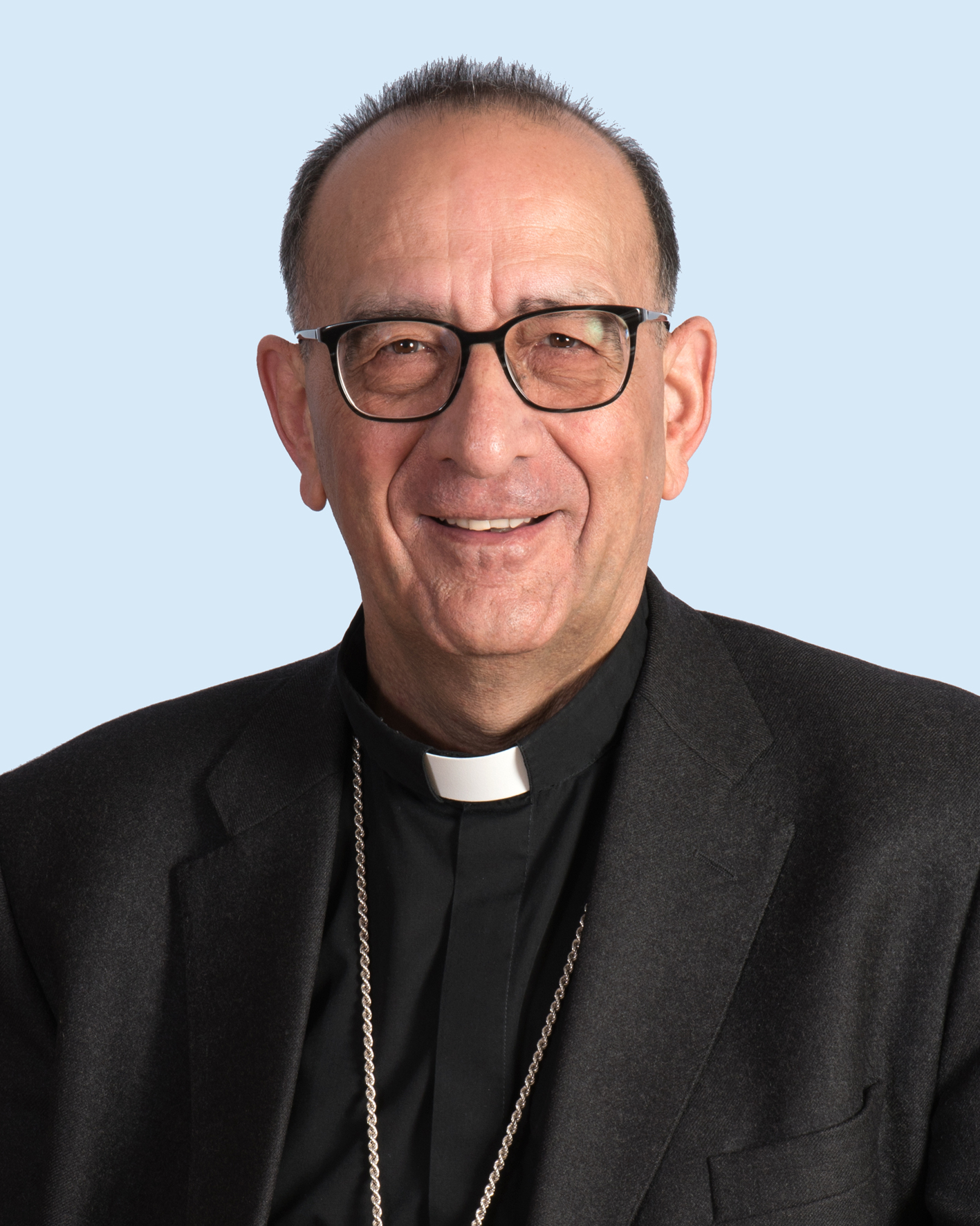
Juan José Omella Omella (* 1946)

- O’Melley, Howard (* 1954), deutscher Komponist, Produzent und Textdichter
- Omeltschenko, Anton Lukitsch (1883–1932), russischer Pferdepfleger und Expeditionsteilnehmer
- Omeltschenko, Juri (* 1971), ukrainischer Orientierungsläufer
- Omeltschenko, Lew Jewgenjewitsch (1922–2015), sowjetisch-ukrainischer Schachspieler
- Omeltschenko, Oleksandr (1938–2021), ukrainischer Politiker, Bürgermeister von Kiew
- Omeltschenko, Wladyslaw (* 1975), ukrainischer Dartspieler
- Omeltschuk, Oleh (* 1983), ukrainischer Sportschütze
- Omen (* 1976), US-amerikanischer Musikproduzent
- Omen, Judd (* 1940), US-amerikanischer Schauspieler
- Omenaka, Godwin (* 2000), nigerianischer Basketballspieler
- Omene, Nyherowo (* 2003), US-amerikanischer Volleyballspieler
- Omens, Woody, US-amerikanischer Kameramann
- Oméonga, Stéphane (* 1996), belgischer Fußballspieler
- Omer Pascha Latas (1806–1871), osmanischer General serbischer Abstammung
- Ömer Seyfettin (1884–1920), türkischer Schriftsteller
- Ömer, Aşık, türkischer Dichter und Volkssänger
- Omer, Haim (* 1949), israelischer Psychologe und HochschullehrerHaim Omer (* 1949)

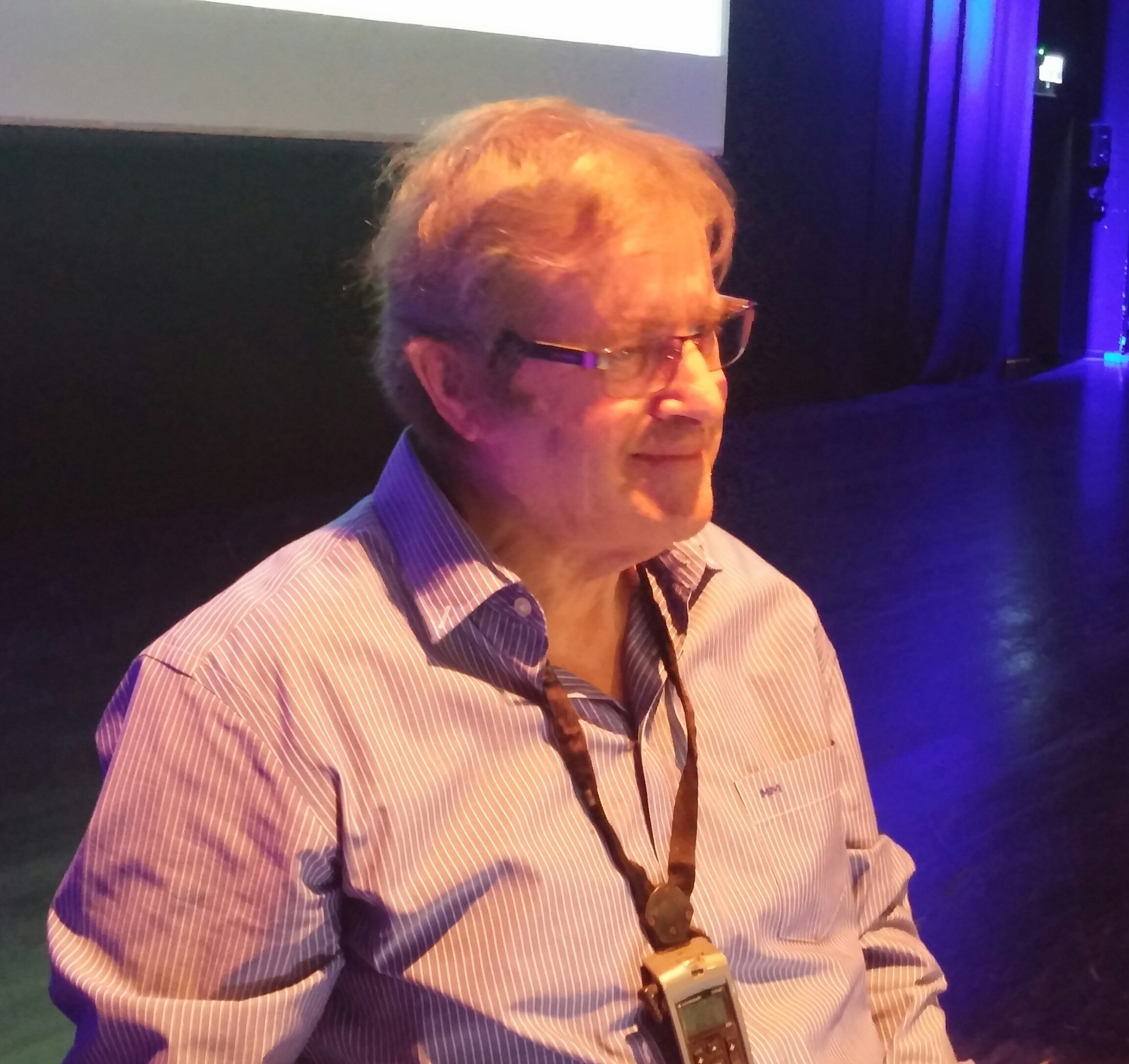
Haim Omer (* 1949)

- Omer, Jassim (* 1995), katarischer Fußballspieler
- Omer, Jean (1912–1994), belgischer Jazzmusiker und Bandleader
- Ömer, Masar (* 1993), finnischer Fußballspieler
- Omer, Mirza (* 1995), schwedisch-bosnisch-herzegowinischer Eishockeyspieler
- Omeragić, Bećir (* 2002), Schweizer Fußballspieler
- Omeragić, Edin (* 2002), Schweizer Fussballspieler
- Ömerbaş, Ömer Lütfi (1914–2000), türkischer Jurist und Vizepräsident des Verfassungsgerichts (1967–1971)
- Omerbašić, Ševko (1945–2024), kroatischer Großmufti
- Omerbegović, Denis (* 1986), deutsch-bosnischer Fußballspieler
- Omerbegovic, Elvir (* 1979), deutscher Unternehmer serbisch-bosnischer AbstammungElvir Omerbegovic (* 1979)

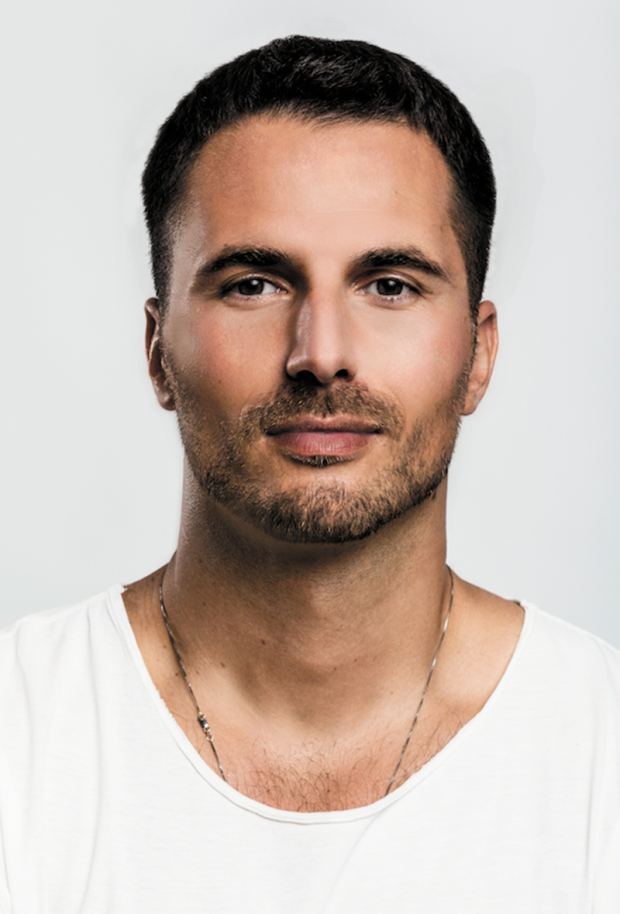
Elvir Omerbegovic (* 1979)

- Omerovic, Anes (* 1998), österreichischer Fußballspieler
- Omersa, Dimitri (1927–1985), jugoslawischer Entwerfer und Hersteller von Ledersitzmöbeln mit Tiermotiven
- Omerth, Georges, französischer Bildhauer
- Omeruo, Kenneth (* 1993), nigerianischer Fußballspieler
- Omerza, Mihael (1679–1742), slowenischer Komponist
- Omerzell, Benny (* 1984), österreichischer Jazzmusiker (Piano, Keyboards, Komposition)
- Omerzu, Heike (* 1970), deutsche evangelische Theologin
- Omerzu, Lara (* 1998), slowenische Hochspringerin
- Omerzu, Olmo (* 1984), slowenischer Regisseur und Drehbuchautor
- Omerzu, Silvan (* 1955), slowenischer Regisseur, Puppenspieler und Illustrator
- Omewiri, Oliver Augustine (* 1990), nigerianischer Fußballspieler
- Omeyer, Thierry (* 1976), französischer Handballtorwart

### Omi
- Omi (* 1986), jamaikanischer Reggae- und Urban-Pop-SängerOmi (* 1986)

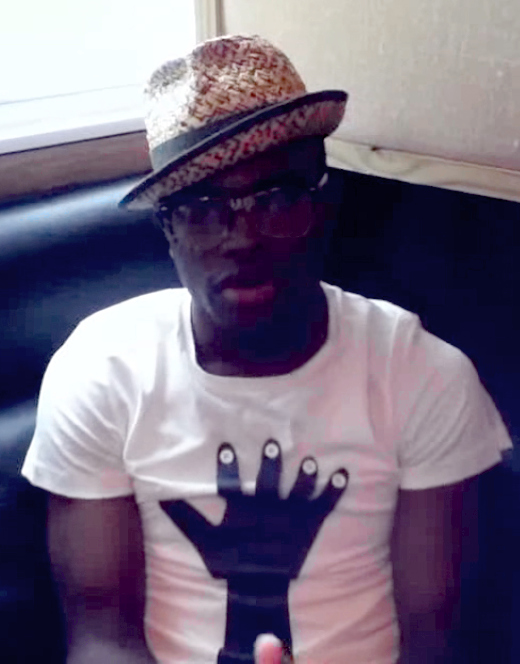
Omi (* 1986)

- Omi, Kōji (1932–2022), japanischer Politiker
- Ōmi, Mifune (722–785), japanischer Gelehrter
- Omi, Toshiya (* 1995), japanischer Fußballspieler
- Omi, Yukitaka (* 1952), japanischer Fußballspieler und -trainer
- Ōmi, Yūsuke (* 1946), japanischer Fußballspieler
- Omić, Adin (* 1999), bosnischer Fußballspieler
- Omić, Alen (* 1992), bosnisch-slowenischer Basketballspieler
- Omić, Ervin (* 2003), österreichischer Fußballspieler
- Ōmichi, Hiroyuki (* 1987), japanischer Fußballspieler
- Omichius, Franciscus († 1591), deutscher Lehrer, Rektor und Schriftsteller
- Omido, Phyllis (* 1978), kenianische Umweltaktivistin und Schriftstellerin
- Omidyar, Pierre (* 1967), US-amerikanischer Unternehmer, Gründer von eBayPierre Omidyar (* 1967)

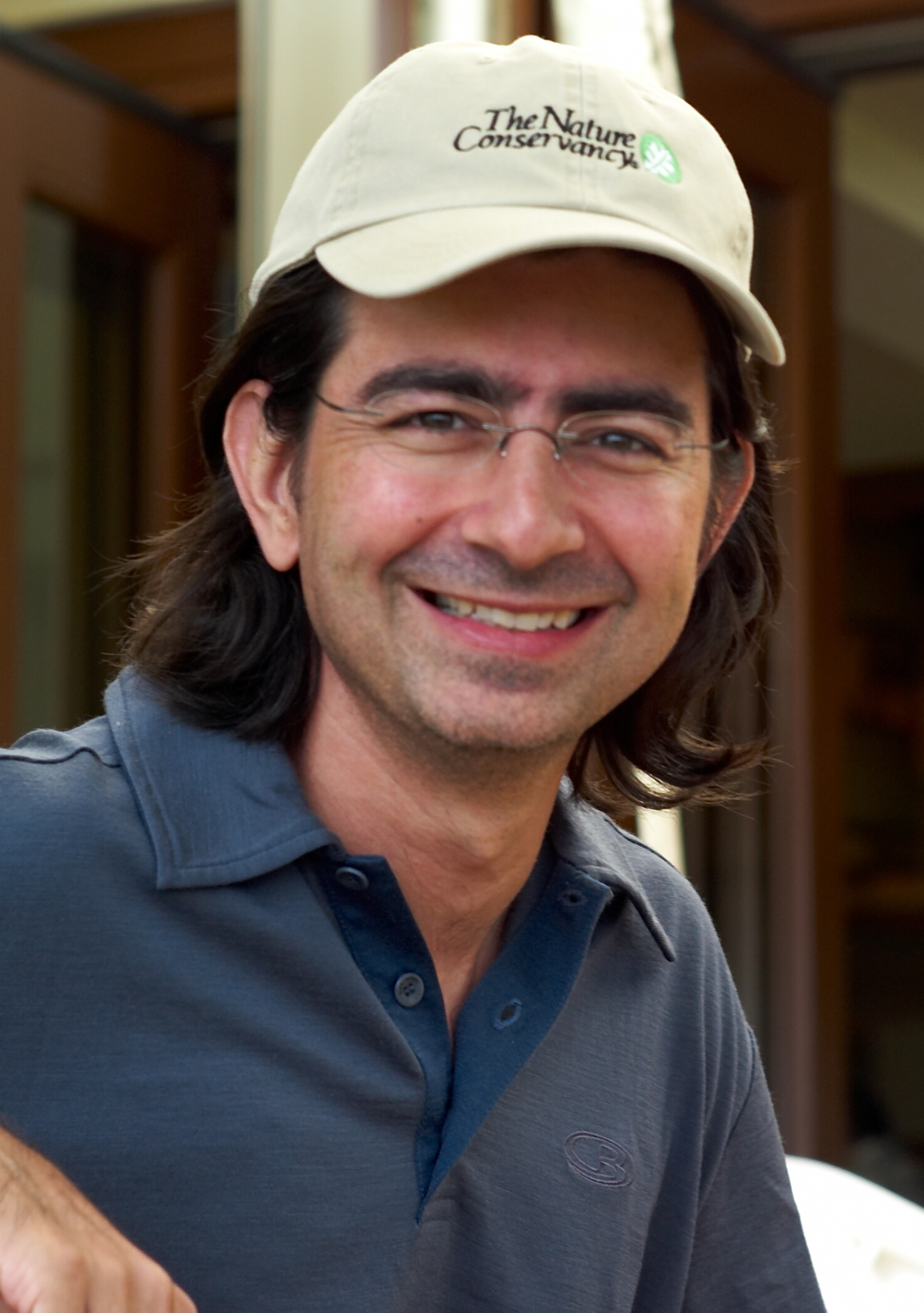
Pierre Omidyar (* 1967)

- Omigawa, Chiaki (* 1989), japanische Schauspielerin und Synchronsprecherin
- Omilade, Navina (* 1981), deutsche Fußballspielerin
- Omilana, Niko (* 1998), englischer YouTuber
- Omilanowska, Małgorzata (* 1960), polnische Historikerin und Politikerin
- Omilian, Nina (* 1975), deutsche Sängerin, Singer-Songwriter, Schauspielerin und Autorin
- Ōminami, Hiromi (* 1975), japanische Langstreckenläuferin
- Ōminami, Takami (* 1975), japanische Marathonläuferin
- Ōminami, Takuma (* 1997), japanischer Fußballspieler
- Omir, Reinhard (* 1938), deutscher Künstler
- Ömirtajew, Oralchan (* 1998), kasachischer Fußballspieler
- Omischl, Steve (* 1978), kanadischer Freestyle-Skisportler
- Ōmiya, Anna (* 1989), japanische Curlerin
- Ōmiya, Masashi (* 1938), japanischer Radrennfahrer
- Ōmiya, Yoshiyuki (* 1959), japanischer Curler
- Omiyale, Frank (* 1982), US-amerikanischer American-Football-Spieler

### Omk
- Omkarananda (1929–2000), indischer Gründer und Führer des Divine Light Zentrums in Winterthur

### Oml
- Omladič, Nejc (* 1984), slowenischer Fußballspieler
- Omladič, Nik (* 1989), slowenischer Fußballspieler
- Omlin, Jonas (* 1994), Schweizer FussballtorhüterJonas Omlin (* 1994)

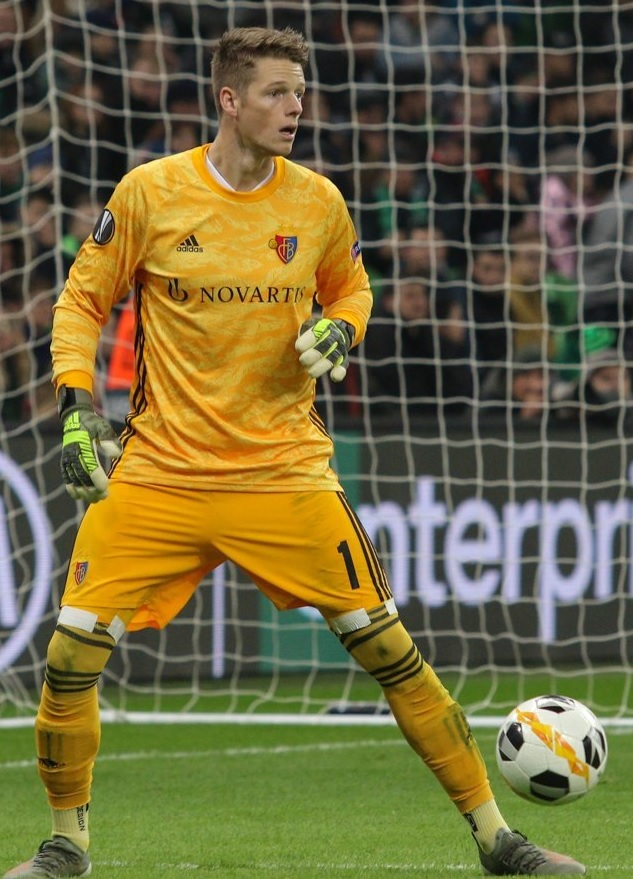
Jonas Omlin (* 1994)

- Omlin, Josef Ignaz (1825–1916), Schweizer Politiker und Richter
- Omloop, Geert (* 1974), belgischer Radrennfahrer
- Omloop, Laura (* 1999), belgische Sängerin und Jodlerin
- Omloop, Marcel (* 1949), belgischer Radrennfahrer
- Omloop, Wim (* 1971), belgischer Radrennfahrer
- Omlor, Mareike (* 1994), deutsche Squashspielerin
- Omlor, Sebastian (* 1981), deutscher Jurist und Hochschullehrer
- Omlor, Yannik (* 1996), deutscher Squashspieler

### Omm
- Ommaya, Ayub Khan (1930–2008), pakistanischer Neurochirurg
- Ommeganck, Maria Jacoba († 1849), flämische Malerin
- Ommeln, Dirk (* 1968), deutscher Politiker (CDU), MdL
- Ommen, Jörg van (* 1962), deutscher Rennfahrer
- Ommer, Andreas (* 1963), deutscher Chirurg
- Ommer, Björn (* 1979), deutscher InformatikerBjörn Ommer (* 1979)

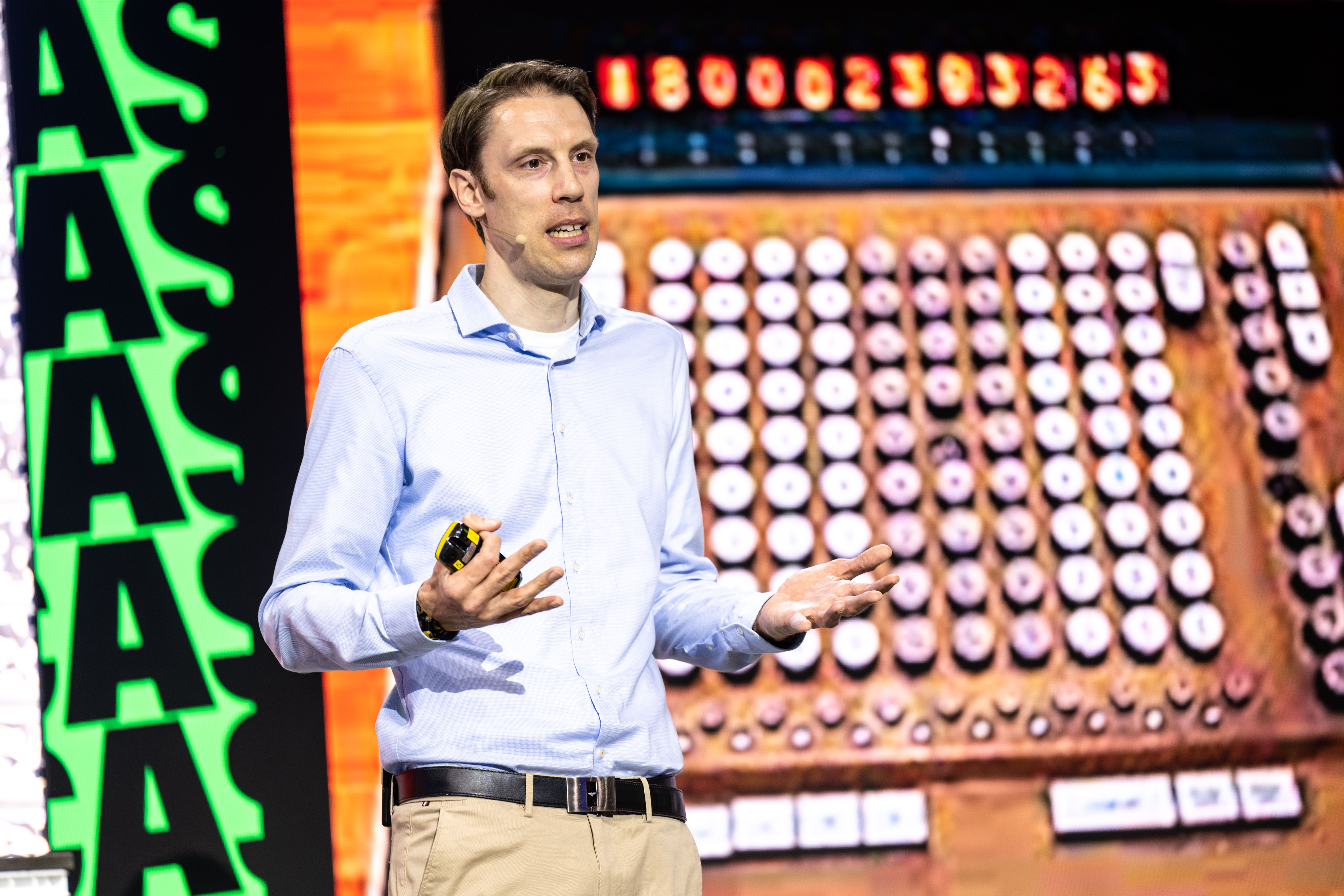
Björn Ommer (* 1979)

- Ommer, Frank (* 1960), deutscher Radrennfahrer
- Ommer, Herbert (1952–2021), deutscher Ingenieur für Nachrichtentechnik und Sachbuchautor
- Ommer, Manfred (1950–2021), deutscher Leichtathlet und Fußballfunktionär
- Ommer, Uwe (* 1943), deutscher Fotograf
- Ommerborn, Johann Christian Josef (1863–1938), deutscher Journalist und Schriftsteller
- Ommerborn, Johann Peter (1762–1837), deutscher katholischer Pfarrer
- Ommerborn, Wolfgang (* 1952), deutscher Sinologe und Hochschullehrer
- Ommeren, Bartholomeus van (1859–1907), niederländischer Anarchist
- Ommeren-Averink, Annie van (1913–1991), niederländische Politikerin und Widerstandskämpferin
- Ommert, Götz (* 1960), deutscher Jazzmusiker
- Omminger, Andreas (* 1983), österreichischer Skirennläufer
- Ommundsen, Harcourt (1878–1915), britischer Sportschütze

### Omn
- Omnès, Gilbert (1918–1970), französischer Hürdenläufer
- Omnès, Philippe (* 1960), französischer Florettfechter und Olympiasieger
- Omnès, Roland (1931–2022), französischer Physiker
- Omni Trio, britischer Produzent und Musiker
- Omnitah (* 1975), schwedische Sängerin, Komponistin, Musikarrangeurin, MusikerinOmnitah (* 1975)

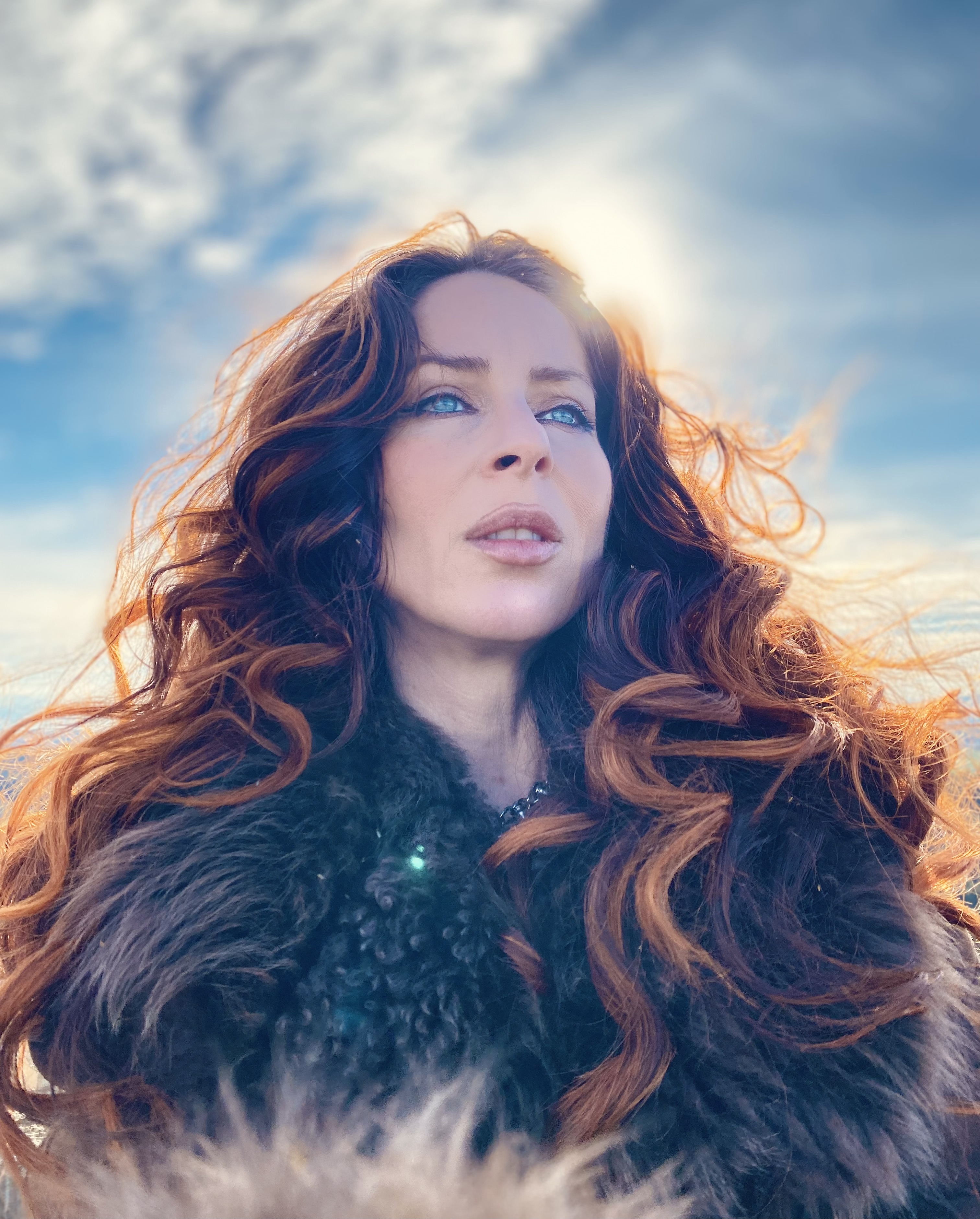
Omnitah (* 1975)

### Omo
- Omobamidele, Andrew (* 2002), irischer Fußballspieler
- Omoda, Seiju (1891–1933), japanischer Maler der Nihonga-Richtung
- Omodei, Luigi (1657–1706), italienischer Kardinal
- Omodei, Luigi Alessandro (1608–1685), italienischer Kardinal
- Omodeo, Angelo (1876–1941), italienischer Ingenieur
- Omodeo, Pietro (1919–2024), italienischer Biologe
- Omodiagbe, Darlington (* 1978), nigerianischer Fußballspieler
- Omofuma, Marcus (1973–1999), nigerianischer Asylwerber
- Omogba, Esoh (* 1993), nigerianischer Fußballspieler
- Omohundro, Texas Jack (1846–1880), US-amerikanischer Scout, Cowboy und Schauspieler
- Omoighe, Ehinabo (* 1994), österreichischer Fußballspieler
- Omoighe, Mike (1958–2021), nigerianischer Maler, Kurator und Kunstkritiker
- Omoigui, Nowa (1959–2021), nigerianischer Kardiologe und Militärhistoriker
- Omojola, Kelvin (* 1997), US-amerikanisch-deutscher Basketballspieler
- Omokirio, Gideon (* 1976), salomonischer Fußballspieler
- Omokoko, Bastian (* 1976), deutscher Basketballspieler
- Omolo, Amos (* 1937), ugandischer Sprinter
- Ōmomo, Kaito (* 1997), japanischer Fußballspieler
- Omondi, Eric Johana (* 1994), kenianischer Fußballspieler
- Omondi, Lucy Anyango (* 1987), kenianische Hammerwerferin
- Omonmurodova, Oqgul (* 1984), usbekische Tennisspielerin
- Omonov, Bobirjon (* 2000), usbekischer paralympischer Kugelstoßer
- Omont, Henri (1857–1940), französischer Bibliothekar und Gräzist
- O’Montis, Paul (1894–1940), deutscher Sänger, Parodist und Kabarettist
- Omonuk, Nicholas, ugandischer Aktivist
- O’Morain, Padraig (* 1949), irischer Autor
- Omoregie, Elizabeth (* 1996), slowenische Handballerin
- Omoregie, Justin (* 2003), österreichischer Fußballspieler
- Ōmori, Daichi (* 2000), japanischer Fußballspieler
- Ōmori, Fumika (* 1992), japanische Leichtathletin
- Ōmori, Fusakichi (1868–1923), japanischer Seismologe
- Ōmori, Harutoyo (1852–1912), japanischer Chirurg, Gründungspräsident der Medizinischen Hochschule Fukuoka
- Ōmori, Hiroki (* 1990), japanischer Fußballspieler
- Omori, Hiroshi (* 2002), japanischer Fußballspieler
- Ōmori, Kensaku (* 1975), japanischer Fußballspieler
- Ōmori, Kinuko (* 1967), japanische Synchronsprecherin und Sängerin
- Ōmori, Kōtarō (* 1992), japanischer Fußballspieler
- Ōmori, Masayuki (* 1976), japanischer Fußballspieler
- Ōmori, Rio (* 2002), japanischer Fußballspieler
- Ōmori, Shingo (* 2001), japanischer Fußballspieler
- Ōmori, Shō (* 1999), japanischer Fußballspieler
- Ōmori, Shōzō (1921–1997), japanischer Philosoph
- Omorodion, Samu (* 2004), spanischer Fußballspieler
- Omorodion, Victor (* 2001), deutsch-nigerianischer American-Football-Spieler
- Omos (* 1994), nigerianischer WrestlerOmos (* 1994)

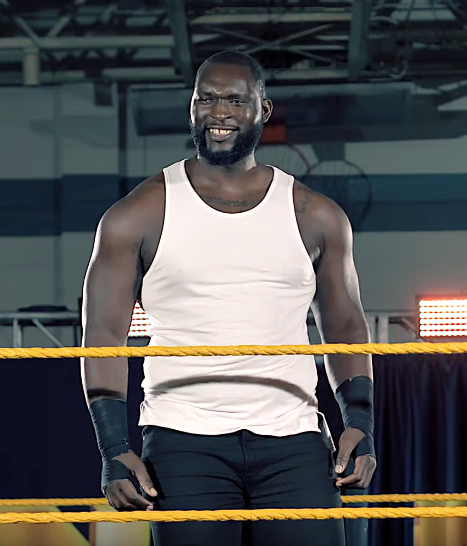
Omos (* 1994)

- Omosanya, Michael (* 1999), luxemburgischer Fußballspieler
- Omoson, Ibrahim A. († 2002), nigerianischer Richter in Gambia
- Omotara, Titus (* 1958), nigerianischer Tischtennisspieler und -trainer
- Omotayo, Olajide (* 1995), nigerianischer Tischtennisspieler
- Omotehara, Genta (* 1996), japanischer Fußballspieler
- Omoto, Kei (* 1984), japanischer Fußballspieler
- Omoto, Luka (* 1973), brasilianisch-deutsche Schauspielerin
- Ōmoto, Tadateru (* 1969), japanischer Fußballspieler
- Ōmoto, Yūki (* 1994), japanischer Fußballspieler
- Omotosho, Jimmy Shola (* 1986), nigerianischer Fußballspieler
- Omotoso, Kole (1943–2023), nigerianischer Schriftsteller
- Omotoyossi, Razak (1985–2025), beninischer FußballspielerRazak Omotoyossi (1985–2025)

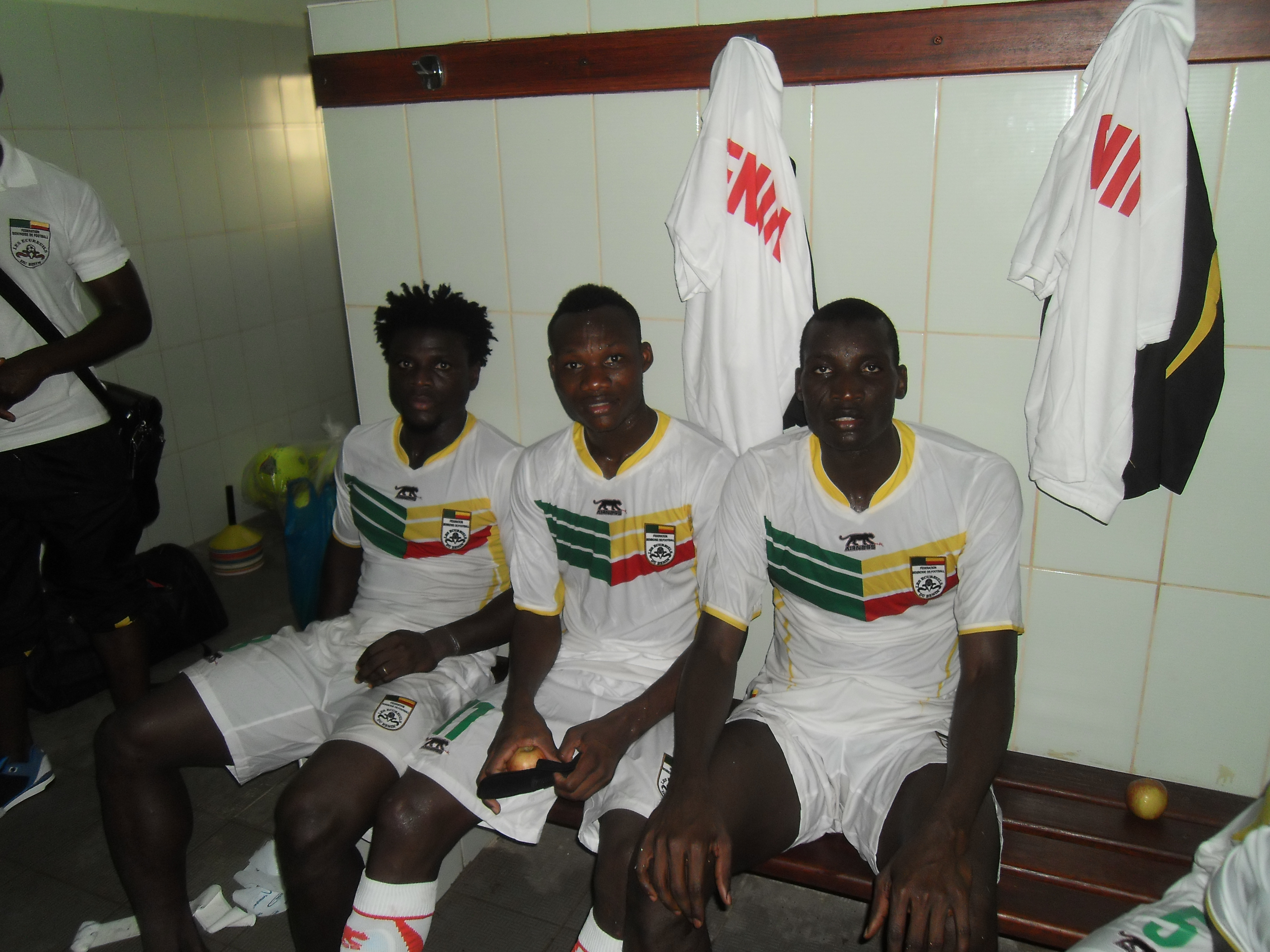
Razak Omotoyossi (1985–2025)

- Omoya, Yukuto (* 1998), japanischer Fußballspieler

### Omp
- Omphal, Jakob (1500–1567), deutscher Jurist und kurkölnischer Kanzler
- Omphroy, Demitrius (* 1989), panamaisch-philippinischer Fußballspieler
- Ompteda, Christian Friedrich Wilhelm von (1765–1815), deutscher Soldat
- Ompteda, Dietrich Heinrich Ludwig von (1746–1803), deutscher Staatsrechtler und Minister
- Ompteda, Friedrich von (1770–1819), hannoverscher Diplomat
- Ompteda, Georg von (1863–1931), deutscher Schriftsteller
- Ompteda, Ludwig Karl Georg von (1767–1854), deutscher Diplomat
- Ompteda, Ludwig von (1828–1899), preußischer Beamter und kaiserlicher Hofbediensteter
- Ompteda, Ludwig von (1855–1915), preußischer Generalleutnant
- Ompteda, Otto von (1864–1934), sächsischer Generalleutnant

### Omr
- Omran, Adnan (* 1934), syrischer Diplomat
- Omran, Nasser al- (* 1997), saudi-arabischer Fußballspieler
- Omrani, Abdelhakim (* 1991), französischer Fußballspieler
- Omre, Arthur (1887–1967), norwegischer Autor und Übersetzer
- Omri, König von Israel (um 885–874 v. Chr.)
- Omrzel, Jakob (* 2006), slowenischer Radrennfahrer

### Oms
- Oms Pallisé, Josep (* 1973), spanischer Schachspieler
- Oms y de Santa Pau, Manuel de (1651–1710), spanischer Diplomat und Vizekönig von Peru

### Omt
- Omtvedt, Ragnar (1890–1975), US-amerikanischer Skispringer
- Omtzigt, Pieter (* 1974), niederländischer Politiker

### Omu
- Omulisia, Rukia Nusra (* 2001), kenianische Hürdenläuferin
- Omulo, Robert (* 1977), kenianischer Musiker
- Omundson, Timothy (* 1969), US-amerikanischer SchauspielerTimothy Omundson (* 1969)

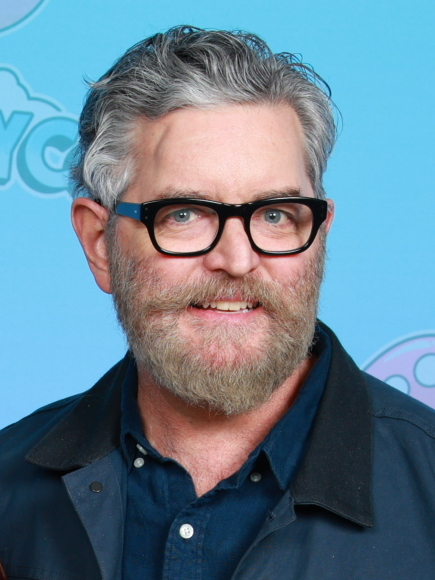
Timothy Omundson (* 1969)

- Ömür, Abdülkadir (* 1999), türkischer Fußballspieler
- Ōmura Sumitada (1533–1587), japanischer christlicher Daimyō
- Ōmura, Atsumu (* 1942), japanischer Klimatologe
- Ōmura, Hideaki (* 1960), japanischer Politiker
- Ōmura, Koyō (1891–1983), japanischer Maler der Nihonga-Richtung
- Omura, Kumiko (* 1970), japanische Komponistin
- Ōmura, Masujirō (1824–1869), japanischer Militärführer und Militärexperte
- Omura, Norio (* 1969), japanischer Fußballspieler
- Ōmura, Satoshi (* 1935), japanischer Mikrobiologe und Biochemiker
- Ōmura, Seiichi (1892–1968), japanischer Beamter und Politiker
- Ōmura, Sumihiro (1831–1882), japanischer Regionalfürst
- Omura, Taiun (1883–1938), japanischer Maler der Nihonga-Richtung
- Ōmura, Waichirō (* 1933), japanischer Fußballspieler
- Omurca, Muhsin (* 1959), deutscher Kabarettist
- Ömürcan, Ali († 1993), Führungsmitglied der PKK
- O’Murphy, Marie-Louise (1737–1814), Mätresse des französischen Königs Ludwig XV.Marie-Louise O’Murphy (1737–1814)
- Omurtag, Khan der Bulgaren

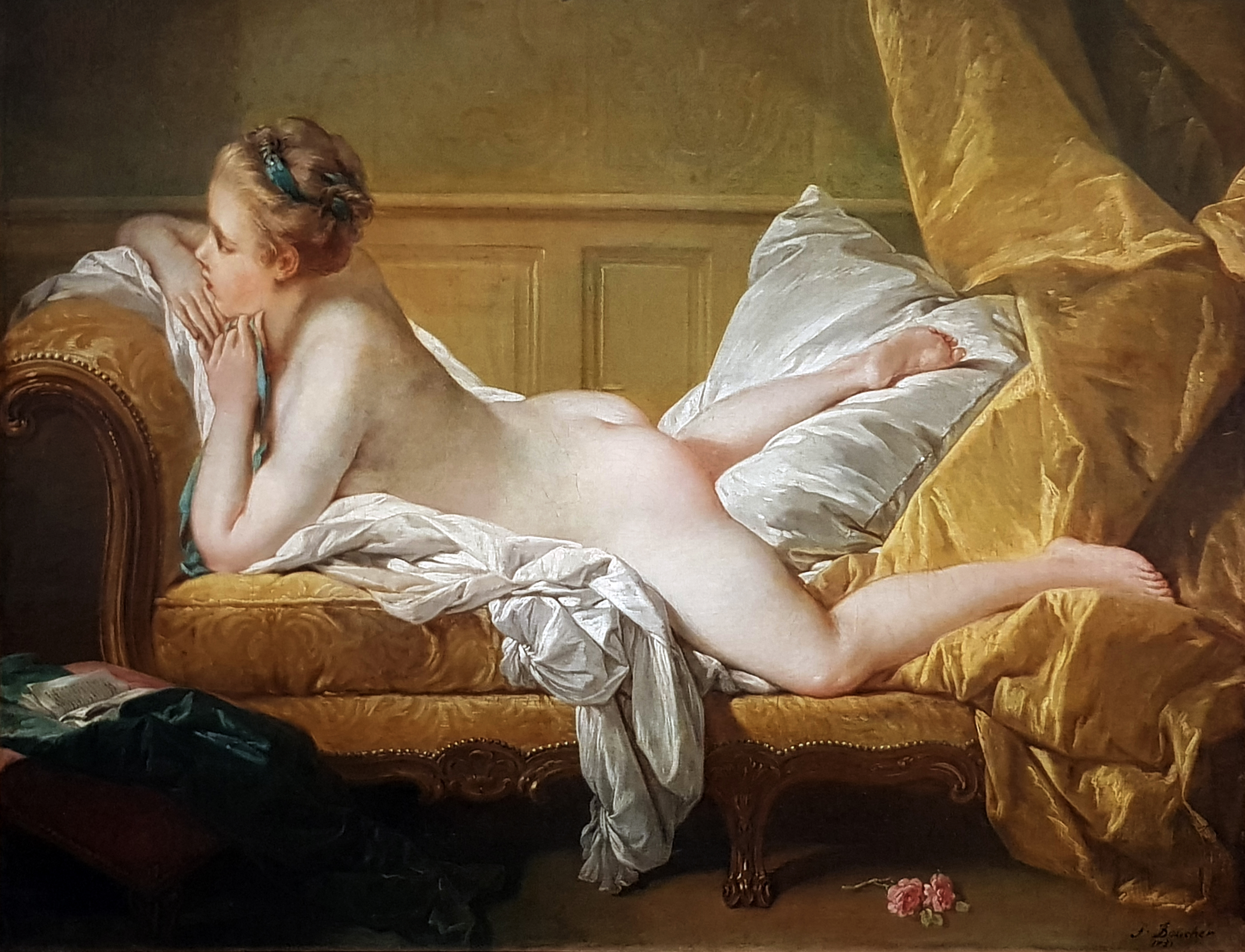
Marie-Louise O’Murphy (1737–1814)

- Omurtak, Salih (1889–1954), türkischer General
- Omuvwie, Marvin (* 1997), deutscher Basketballspieler

### Omw
- Omwanza, Beatrice (* 1974), kenianische Langstreckenläuferin
- Omwanza, Daniel (* 1948), kenianischer Mittelstreckenläufer
- Omweg, Chad (* 1978), US-amerikanischer Skeletonsportler